# Újoncok napja
Az Újoncok napja (eredeti cím: Draft Day) 2014-ben bemutatott amerikai sport/dráma film, amelyet Ivan Reitman rendezett Kevin Costner főszereplésével. 
A film premierje 2014. április 7-én volt Los Angelesben, az Egyesült Államokban pedig 2014. április 11-én mutatták be, Magyarországon DVD-n jelent meg szinkronizálva. Általánosságban vegyes kritikákat kapott az értékelőktől, bevételi szempontból viszont megbukott, mindössze 29 millió dolláros bevételt hozott a 25 millió dolláros költségvetésével szemben.
A történet középpontjában a Cleveland Browns fiktív általános igazgatója (Costner) áll, aki eldönti, hogy mit tegyen, miután csapata megszerezte az első választás jogát a National Football League közelgő draftján.

## Szereplők
- Kevin Costner – Sonny Weaver Jr: a Cleveland Browns általános igazgatója.
- Jennifer Garner – Ali Parker: a csapat pénzügyi vezetője és Sonny szerelme.
- Denis Leary – Vince Penn: a Cleveland Browns vezetőedzője, aki Sonny apját helyettesíti.
- Frank Langella – Anthony Molina: a Cleveland Browns tulajdonosa.
- Sam Elliott – Moore edző: a Wisconsini Egyetem vezetőedzője. Bo Callahan korábbi edzője.
- Ellen Burstyn – Barb Weaver: Sonny édesanyja.
- Chadwick Boseman – Vontae Mack: a következő draftosztály egyik legjobb esélyese, aki korábban linebacker volt az Ohio State Egyetemen.
- Tom Welling – Brian Drew: a Browns előző évi kezdő irányítója.
- Terry Crews – Earl Jennings: A Cleveland Brown legendája a Hall of Fame-ben.
- Kevin Dunn – Marvin, a Browns szervezet legfőbb képviselője az NFL Drafton.
- Brad William Henke – Tony 'Bagel' Bagli: a Browns erőnléti és kondicionáló edzője.
- W. Earl Brown – Ralph Mowry: a Browns biztonsági igazgatója.
- Wade Williams – O'Reilly: Browns War Room
- David Ramsey – Thompson: Browns War Room
- Timothy Simons – Marx: Marx: Browns War Room
- Griffin Newman – Rick, a gyakornok
- Arian Foster – Ray Jennings: Earl fia.
- Rosanna Arquette – Angie: Sonny volt felesége.
- Sean Combs – Chris Crawford: sportügynök, aki Bo Callahan-t, a következő draftosztály első számú esélyesét képviseli.
- Josh Pence – Bo Callahan; Heisman-trófeát nyert irányító és csapatkapitány a Wisconsini Egyetemről.
- Chi McBride – Walt Gordon: a Seattle Seahawks tulajdonosa.
- Patrick St. Esprit – Tom Michaels: a Seattle Seahawks általános igazgatója.
- Christopher Cousins – Max Stone: a Buffalo Bills általános igazgatója.
- Russ Brandon – önmaga
- Wallace Langham – Pete Begler: a Kansas City Chiefs általános igazgatója.
- Patrick Breen – Bill Zotti: a Houston Texans általános igazgatója.
- Pat Healy – Jeff Carson: a Jacksonville Jaguars általános igazgatója.
- Roger Goodell – önmaga
- Jon Gruden – önmaga
- Jim Brown – önmaga
- Bernie Kosar – önmaga
- Chris Berman – önmaga
- Rich Eisen – önmaga
- Ray Lewis – önmaga
- Alex Marvez – önmaga

## A film készítése
Amikor az ötletet először nyilvánosságra hozták, a film középpontjában a Buffalo Bills állt volna, de a stúdió később az olcsóbb ohiói gyártási költségek miatt a Cleveland Brownsra változtatta. A 2013-as NFL Drafton a szurkolók, valamint a Cleveland Browns szurkolóinak reakcióit a helyi bárokban filmre vették. A draft előtt és után olyan valós NFL-személyiségekkel készültek cameók, mint Roger Goodell, a liga elnöke és Chris Berman, az ESPN sportkommentátora. A film további részét 2013. május 8-án kezdték el forgatni.

## Bevételi adatok
A film Észak-Amerikában 28,8 millió dolláros bevételt ért el, a tengerentúlon pedig további 604 801 dollárt, összesen világszerte 29,5 millió dolláros bevételt termelt a 25 milliós gyártási költségvetéssel.
A film a nyitóhétvégén 9,8 millió dolláros bevételt hozott, és a negyedik helyen végzett a kasszasikerlistán a Amerika Kapitány: A tél katonája, a Rio 2. és az Oculus mögött (az utóbbi kettő szintén új film).

## Fordítás
- Ez a szócikk részben vagy egészben  a   Draft Day című angol Wikipédia-szócikk fordításán alapul.  Az eredeti cikk szerkesztőit annak laptörténete sorolja fel. Ez a jelzés csupán a megfogalmazás eredetét és a szerzői jogokat jelzi, nem szolgál a cikkben szereplő információk forrásmegjelöléseként.